# Le Jour G
Pour plus de détails, voir Fiche technique et Distribution.
Le Jour J est un film français réalisé par Claude Zidi Jr. et dont la sortie est prévue le 15 octobre 2025,,,.

## Synopsis
En juin 1944, peu avant le débarquement de Normandie, Denis Porte travaille sur une base militaire britannique qui est totalement fausse. Chaque jour, il déplace des soldats factices pour tromper les troupes du Troisième Reich, dans le cadre de la vaste Opération Fortitude. Alors que plusieurs membres de sa famille sont morts en héros pour la France, la mère de Denis ne veut pas qu'il prenne trop de risques. Cependant, Denis va faire la connaissance de Sami, un médecin algérien. Ce dernier rêve de rencontrer Charles de Gaulle. Après une soirée arrosée, les deux hommes décident de partir à la rencontre du général.

## Fiche technique
Sauf indication contraire, les informations mentionnées dans cette section peuvent être confirmées par les bases de données cinématographiques IMDb, Allociné et Unifrance,  présentes dans la section « Liens externes ».
- Titre original : Le Jour J
- Réalisation : Claude Zidi Jr.
- Scénario : N/A
- Musique : N/A
- Décors : Sandra Castello
- Costumes : N/A
- Photographie : Laurent Dailland
- Montage : Sandro Lavezzi
- Production : Raphaël Benoliel, Clément Miserez
- Sociétés de production : Radar Films et Firstep Productions
- Sociétés de distribution : Apollo Films, Studiocanal
- Budget : N/A
- Pays de production :  France
- Langue originale : français
- Format : couleur
- Genre : comédie, guerre
- Durée : N/A
- Dates de sortie :
  - France : 15 octobre 2025 Date sujette à modification

## Distribution
- Kev Adams : Denis Porte
- Brahim Bouhlel : Sami
- Didier Bourdon
- Cristiana Reali : Madeleine
- Jonathan Lambert : Abbé
- Alban Casterman : Radius
- Chantal Ladesou : Catherine
- Sissi Duparc : Martine
- Marie Parisot : Margot
- Jarry : Hans
- Grace Hancock
- Guy Lecluyse

## Production
Bien que le film se déroule principalement en Normandie, le tournage a principalement lieu dans l'Yonne, notamment à Noyers, Tonnerre, Auxerre,  dans la carrière d'Aubigny, au Château d'Ancy-le-Franc, à l'été 2024. Seul un jour de tournage est prévu à Omaha Beach,.